# オーウェン・マホニー
オーウェン・マホニー（Owen Mahoney、1966年12月28日 - ）は、アメリカ合衆国出身の実業家。ネクソン元代表取締役社長、現取締役兼相談役。

## 経歴
アメリカ合衆国カリフォルニア州のサンフランシスコで生まれる。カリフォルニア大学バークレー校にてアジア学を専攻し、学士号を取得。
大学卒業後、WebサービスプロバイダーのPointCast、Apple Inc子会社クラリスなどに務める。
2000年から2009年までアメリカ合衆国のゲーム会社であるエレクトロニック・アーツのシニア・バイス・プレジデントを務め、M&Aを担当。同社在籍時にネクソンを三度買収しようと試みる間、ネクソン創業者の金正宙から入社のオファーを受け、2010年にネクソンに入社。
2010年、ネクソンの最高財務責任者に就任し、東京証券取引所第一部への上場準備を手掛ける。2014年3月に同社代表取締役社長に就任。2024年3月、代表取締役社長を退任し取締役兼相談役に就任。